# Platon Iwanowitsch Mussin-Puschkin
Platon Iwanowitsch Mussin-Puschkin, seit 1710 Graf, (russisch Платон Иванович Мусин-Пушкин; * 1698 in Moskau; † 1743) war ein russischer Staatsmann.

## Leben

### Herkunft und Familie
Platon entstammte der Familie der Grafen Mussin-Puschkin. Er war ein Sohn des russischen Geheimrats und Senators Graf Iwan Alexejewitsch Mussin-Puschkin († 1730) und der Mawra Timofejewna Sawelowa. Er vermählte sich in erster Ehe mit Maria Matwejewna Rschewskaja und ein weiteres Mal mit Prinzessin Maria Petrowna Tscherkasskaja. Aus erster Ehe sind zwei Töchter, aus zweiter Ehe ebenfalls zwei Töchter und der Sohn Walentin Platonowitsch Mussin-Puschkin (1735–1804), russischer Feldmarschall, hervorgegangen.

### Werdegang
Mussin-Puschkin studierte außerhalb Russlands und hielt sich in diplomatischen Missionen von 1716 bis 1719 in Holland, 1719 in Kopenhagen und 1720 in Paris auf. Zurück in Russland war er von 1730 bis 1732 Gouverneur von Smolensk, von 1732 bis 1735 Gouverneur von Kasan sowie 1735 von 1736 Gouverneur in Reval. 1736 wurde er Präsident des Handelskollegiums, was er bis 1740 blieb. Zwischenzeitlich, 1739, wurde er auch Senator. Mussin-Puschkin war ebenfalls Geheimrat.